# If These Walls Could Talk 2
If These Walls Could Talk 2 is een Amerikaanse televisiefilm uit 2000, gemaakt voor de kabelzender Home Box Office. Het is een vervolg op If These Walls Could Talk uit 1996 en op dezelfde manier opgezet. De film vertelt drie korte verhalen die met elkaar verbonden worden door de locatie waar ze zich afspelen: in hetzelfde huis in 1961, 1972 en 2000. Centraal in alle verhalen staat het feit dat de hoofdpersonages lesbisch zijn.

## Verhaal

### 1961: Edith & Abby

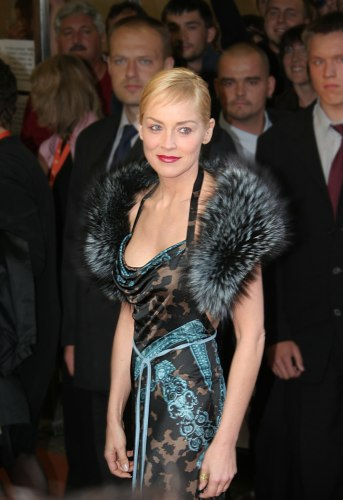
Sharon Stone

Het eerste deel van de film speelt zich af in 1961 en gaat over Edith (gespeeld door Vanessa Redgrave) en Abby (gespeeld door Marian Seldes), twee vrouwen op leeftijd. Zij zijn al hun leven lang samen zonder dat hun omgeving weet dat ze geliefden zijn. Aan het begin van het verhaal kijken ze in de bioscoop naar The Children's Hour. Deze film met Audrey Hepburn en Shirley MacLaine kwam in dat jaar uit en maakt goed duidelijk hoe lesbische vrouwen in die tijd omgingen met hun geaardheid: daar sprak je niet over. Als Abby overlijdt, wordt Edith niet als haar partner erkend. Ze moet toestaan dat de begrafenis door een neef van Abby wordt geregeld. Het huis waarin Abby en Edith samenleefden en waarvoor zij samen de hypotheek aflosten, wordt door hem geërfd en verkocht.

### Rolverdeling
| Acteur            | Personage       |
| ----------------- | --------------- |
| Vanessa Redgrave  | Edith Tree      |
| Marian Seldes     | Abby Hedley     |
| Paul Giamatti     | Ted Hedley      |
| Elizabeth Perkins | Alice Hedley    |
| Jenny O'Hara      | Marge Carpenter |
| Marley McClean    | Maggie Hedley   |

### 1972: Linda & Amy
In het tweede verhaal, dat begin jaren zeventig speelt, staan Linda (gespeeld door Michelle Williams) en Amy (gespeeld door Chloë Sevigny) centraal. Linda en haar vriendinnen zijn overtuigd feministisch en zijn op school actief in de vrouwenstudentenbeweging. Op een dag wordt hun te kennen gegeven dat zij, als lesbiennes, de vrouwenbeweging een slechte naam bezorgen en ze worden verzocht om zich er niet langer mee te bemoeien. Om hun verontwaardiging af te reageren bezoeken ze een vrouwencafé, waar ze tot hun afkeer oog in oog komen te staan met klassieke butches. Terwijl haar vriendinnen snel de benen nemen blijft Linda hangen om contact te leggen met Amy, die ze aan de bar heeft zien staan. Amy draagt mannenkleding, heeft kort haar en rijdt motor. Linda en Amy worden verliefd op elkaar, maar Amy wordt door Linda's vriendinnen niet geaccepteerd.

### Rolverdeling
| Acteur            | Personage |
| ----------------- | --------- |
| Michelle Williams | Linda     |
| Chloë Sevigny     | Amy       |
| Nia Long          | Karen     |
| Natasha Lyonne    | Jeanne    |
| Heather McComb    | Diane     |
| Amy Carlson       | Michelle  |
| Lee Garlington    | Georgette |

### 2000: Fran & Kal
Het laatste verhaal gaat over twee vrouwen, Fran (gespeeld door Sharon Stone) en Kal (gespeeld door Ellen DeGeneres), die pogingen ondernemen om een kind te krijgen. Nadat een regeling met een bekende donor op niets uitloopt, kiezen ze voor kunstmatige inseminatie met sperma van een anonieme donor. Op een quasi-komische manier wordt duidelijk hoeveel daar organisatorisch en emotioneel bij komt kijken.

### Rolverdeling
| Acteur            | Personage |
| ----------------- | --------- |
| Sharon Stone      | Fran      |
| Ellen DeGeneres   | Kal       |
| Regina King       | Allie     |
| Kathy Najimy      | Doctor    |
| Mitchell Anderson | Arnold    |
| George Newbern    | Tom       |

## Achtergrond
In de drie verhalen wordt in grote lijnen de ontwikkeling geschetst die de lesbische 'gemeenschap' sinds de Tweede Wereldoorlog heeft doorgemaakt. Edith en Abby belichamen de tijd dat homoseksualiteit sociaal werd afgewezen en doodgezwegen. Hun verhaal is overigens tegelijkertijd een modern pleidooi voor het homohuwelijk. De ervaringen van Linda en Amy verbeelden op een heldere manier de verdeeldheid van de jaren zeventig. De vrouwenbeweging zette zich af tegen lesbiennes, terwijl feministisch georiënteerde lesbiennes zich op hun beurt afkeerden van de rigide onderverdeling in femme en butch. Vooral de butch, die in hun ogen haar vrouwelijkheid ontkende, moest het ontgelden. Linda's vriendinnen vertolken dit perspectief. Tot slot staat in de laatste episode de wenselijkheid en gevolgen van alternatieve familievormen op de voorgrond. Nu lesbische vrouwen hun eigen plek in de samenleving hebben veroverd is gelijkwaardig adoptierecht en vervulling van de kinderwens van homoparen het nieuwe maatschappelijke strijdpunt.
If These Walls Could Talk 2 werd evenals haar voorganger algemeen gesproken goed ontvangen, al konden niet alle drie de delen op evenveel waardering rekenen. 1961 werd het meest geroemd en dan vooral het spel van Vanessa Redgrave. Ze ontving er een Emmy Award en een Golden Globe voor. Het laatste deel, geregisseerd door Anne Heche die op het moment van verschijnen de levenspartner van Ellen DeGeneres was, kon op het minste bijval rekenen. Critici meenden dat de luchtige toon te veel afweek van de andere twee episodes. De kritiek op het laatste verhaal staat in schril contrast met de bekendheid van de seksscène tussen Stone en DeGeneres, die op het Internet illegaal is verspreid en veelvuldig wordt gedownload.